# آياي: روح غاضبة (فلم)
آياي: روح غاضبة (بالإنجليزية: Aiyai: Wrathful Soul)، هُو فيلم إثارة وقوى خارقة أسترالي صدر سنة 2020 وأخرجه إيلانثيرايان ألان أروموغام في أول عمل إخراجي له. عُرض الفيلم لأول مرة في 28 فبراير 2020.

## المقدمة
كيران، طالب هندي يعيش في أستراليا، يصبح وسيطًا لوجود روح انتقامية لامرأة بلا مأوى. يرى كيران رؤى لأشياء كثيرة لا يستطيع فهمها، وتستخدم الروح بداخله كيران لتحقيق انتقامها.

## وصلات خارجية
- آياي: روح غاضبة  في قاعدة بيانات الأفلام على الإنترنت (بالإنجليزية)